# Campionato sudamericano maschile di pallavolo 2005
Il XXVI campionato sudamericano maschile di pallavolo si è svolto dal 14 al 18 settembre 2005 a Lages, in Brasile. Al torneo hanno partecipato 6 squadre nazionali sudamericane e la vittoria finale è andata per la venticinquesima volta, la ventesima consecutiva, al Brasile.

## Squadre partecipanti
- Argentina
- Brasile
- Cile
- Colombia
- Paraguay
- Venezuela

## Classifica finale
| Classifica | Squadre   | Qualificazione           |
| ---------- | --------- | ------------------------ |
|            | Brasile   | Grand Champions Cup 2005 |
|            | Argentina |                          |
|            | Venezuela |                          |
| 4          | Colombia  |                          |
| 5          | Cile      |                          |
| 6          | Paraguay  |                          |